# Pyza navarrensis
Espèce
Synonymes
- Nemastoma navarrense Roewer, 1951
- Nemastoma lindbergi Roewer, 1959

Pyza navarrensis est une espèce d'opilions dyspnois de la famille des Nemastomatidae.

## Distribution
Cette espèce est endémique de Grèce.

## Description
Le mâle holotype mesure 2,5 mm et la femelle paratype 3 mm.
Le mâle décrit par Gruber en 1979 mesure 2,8 mm et la femelle 3,3 mm, les mâles mesurent de 2,4 à 2,9 mm et les femelles de 2,8 à 3,3 mm.

## Systématique et taxinomie
Cette espèce a été décrite sous le protonyme Nemastoma navarrense par Roewer en 1951. Elle est placée dans le genre Pyza par Gruber en 1979.
Nemastoma lindbergi a été placée en synonymie par Gruber en 1979.

## Étymologie
Son nom d'espèce, composé de navarr[a] et du suffixe latin -ense, « qui vit dans, qui habite », lui a été donné en référence au lieu supposée mais erronée de sa découverte, la Navarre.

## Publication originale
- Roewer, 1951 : « Über Nemastomatiden. Weitere Weberknechte XVI. » Senckenbergiana, vol. 32, p. 95–153.